# تاسوکو اموتو
تاسوکو اِموتو (انگلیسی: Tasuku Emoto؛ زادهٔ ۱۶ دسامبر ۱۹۸۶) بازیگر اهل ژاپن است.
از فیلم‌هایی که وی در آن نقش داشته است، می‌توان به  سامورایی آشپز اشاره کرد.